# Democràcia Catalana
Democràcia Catalana (DCat) és un partit polític fundat el 2010 per Joan Laporta i Estruch, amb l'objectiu de presentar-se a les eleccions al Parlament de Catalunya de la tardor del 2010. Es defineix com a partit català, democràtic, humanista, progressista i defensor dels drets humans individuals i col·lectius, i que treballa per a la independència de Catalunya a través del Parlament.
Inicialment, Democràcia Catalana s'integra dins el moviment Solidaritat Catalana per la Independència, i a les eleccions al Parlament de Catalunya de 2010, en què Joan Laporta i Estruch és cap de llista per Barcelona, obté quatre escons, un d'ells per DCat a Barcelona (Joan Laporta), passant a formar part del grup mixt de la cambra.
En les eleccions municipals de 2011 DCat s'uneix a Barcelona a Esquerra Republicana de Catalunya i Reagrupament en la coalició Unitat per Barcelona i obtingué 33.593 vots i dos regidors, un d'ells per DCat (Joan Laporta).